# Ray Collins (actor)
Ray Bidwell Collins (10 de diciembre de 1889 – 11 de julio de 1965) fue un actor estadounidense que trabajó en el cine, la televisión, el teatro y la radio, pero que es recordado fundamentalmente por su papel del teniente Arthur Tragg en la serie Perry Mason.
Collins nació en Sacramento (California). Sus padres eran Lillie Bidwell y William C. Collins, un editor de periódicos. Empezó a actuar en el teatro a los 14 años. A mediados de los años 30, ya establecido como actor de teatro y radio, Collins empezó a trabajar en la compañía Mercury Theatre de Orson Welles, con la cual interpretó algunos de sus mejores papeles. Habiendo trabajado en la radio junto a Welles en The Shadow y en la adaptación de Los Miserables en 1937, Collins llegó a ser un habitual del programa radiofónico The Mercury Theatre on the Air. Según avanzaba la serie, interpretó diferentes papeles de adaptaciones literarias, tales como Squire Livesey en La isla del tesoro, el Dr. Watson o Mr. Pickwick en una adaptación de Los papeles póstumos del Club Pickwick. El trabajo más conocido de Collins en esta serie, aunque sin aparecer en los créditos, fue en La guerra de los mundos, donde interpretaba tres papeles. 
Junto a otros actores de la Mercury Theatre, Collins hizo su primer papel notable para el cine en Ciudadano Kane como el despiadado jefe Jim Gettys. 
También tendría papeles clave en las películas de Welles The Magnificent Ambersons y Touch of Evil. Collins apareció en unas 90 películas, incluyendo Leave Her to Heaven (1945), The Best Years Of Our Lives (1946), Crack-Up (1946), Doble vida (1947), dos episodios de la serie cinematográfica Ma and Pa Kettle (como Benjamin Parker), y la versión de 1953 de The Desert Song, en la cual interpretaba el papel no cantado de padre de Kathryn Grayson. Mostró una notable vis cómica en The Bachelor and the Bobby-Soxer (1947), y The Man from Colorado (1948). 
Sin embargo, se le recuerda mejor por su trabajo en televisión, en el papel del teniente Tragg en Perry Mason en los años 50 y 60. También trabajó en el papel de John Merriweather en la versión televisiva de The Halls of Ivy, protagonizada por Ronald Colman. Estuvo casado con Joan Uron y con Margaret Marriott. Falleció el 11 de julio de 1965 a causa de un enfisema.